# Cooking with Dog
『Cooking with Dog』（クッキング・ウィズ・ドッグ）とは、YouTubeで配信されている日本の料理番組。第1回は2007年9月9日に公開された。番組の中では、「シェフ」とだけ紹介される日本人女性が料理を作り、トイ・プードルのフランシスが（吹き替えによって）手順を解説する。シェフの発言は日本語だが、フランシスのナレーションは英語で行われる。当初は和食が中心だったが、後にほかの地域の料理も扱われるようになった。一時期は毎週末に新しい回がアップロードされていたが、フランシスが2016年末に死亡したことをきっかけに配信ペースが落とされた。料理動画配信を専門とするマルチチャンネルネットワーク、Tastemadeに所属している。
開始時は低予算で収益も少ないチャンネルであったが、回を重ねるにつれてカルト的な支持を獲得し、チャンネル登録者は110万人以上に達した。レビュアーは人気の理由として単純明快さ、一つ一つの手順が丁寧に説明されること、フランシスとシェフの人当たりの良さやリラックスした雰囲気を挙げている。料理・食関係のYouTubeチャンネルでは登録者数トップ10に数えられており、好感度も高く、YouTube公式行事への参加やマスメディアへの登場もある。その一方で、シェフと番組制作者はプライバシーを保つため匿名を貫いている。
番組の人気を受けて、2015年にスピンオフシリーズ『Go! Fransis!』が開始された。ぬいぐるみのフランシスが日本各地を訪ね、様々な切り口から食文化を紹介したり、食に関する探訪を行ったり、関係者にインタビューするというもので、『Cooking with Dog』本編と同じYouTubeチャンネルで配信された。

## 歴史
『Cooking with Dog』の制作・プロデュースを行っている人物が同シリーズのアイディアを得たのは、ロサンジェルスから東京に帰国した直後だった。ロサンジェルスでは映画学校を卒業し、数年にわたって映画・テレビ業界に関わっていたという。ビザの問題で帰国してからはインドでストック・フッテージの撮影を手掛けていた。2006年にGoogleがYouTubeを買収したニュースを見て動画配信がビジネスになることを確信した制作者は、出演者の伝手も資金もなかったため、料理の名人だった知人のシェフ（本名や身元はプライバシーを保つため非公開）に料理番組のアイディアを持ちかけた。トイプードルのフランシスが吹き替えでナレーションを行う傍ら、料理をするという企画をシェフは承諾した。フランシスはシェフの飼い犬で、カメラの前に立つのが初めてだったシェフの緊張をほぐすために起用された。可愛い犬を登場させることで視聴者の目に留まりやすくなるだろうという意図もあった。テレビの料理番組では衛生上の配慮から犬を出演させるのが難しいが、規制の緩い個人制作動画では可能だったと制作者は述べている。
英語話者に向けて日本文化を伝えるコンテンツを作りたいという望みから、フランシスは英語を喋ることになった。吹き替えを行っているのは制作者自身である。日本語訛りともフランス語風とも評されるフランシスの気取ったナレーションは番組の魅力を広げた。
2007年9月9日にYouTubeで公開された第1回の動画は「低予算、低品質」の動画と評された。題材とされたのは和食の定番であるすき焼きだった。制作者の目標は外国人に和食を伝えることだったが、後には海外の食文化から取り入れられて日本に定着した料理も紹介されるようになった。低予算番組として制作が開始されたものの、制作者によれば番組の人気とともに収益が上がり、フルタイムで番組制作に従事できるようになったという。2014年2月に配信回数が100を超えた。
番組名は英語話者から犬を料理するという意味に誤解されることがある。特に番組開始当初、各回のタイトルには "How to Make Sukiyaki with Dog" （「犬ですき焼きを作る方法」とも読める）のように最後に "with Dog" が付けられていた。これに対して苦情コメントが寄せられたため、ある時点で "with Dog" は取り去られた。

## 番組フォーマットと制作
毎回のオープニングシーンは、その回のテーマとなる料理の写真と、「この番組のホスト」と名乗るフランシスの挨拶で始まる。続いてシェフがこれから作る料理を紹介する。シェフが材料の準備と料理に取り掛かると、フランシスはそれぞれの手順を解説する。最後にシェフが完成した料理を味わい、味や食感について短い感想を述べる。材料の一覧が表示されるとともにフランシスが調理のコツや注意点を伝え、「Good luck in the kitchen !（上手くいくといいね !）」というセリフで番組を締めくくる。エンディングテーマとともに次回の献立が予告される。1つのエピソードの時間はおよそ5分から10分の間である。
紹介するレシピを決めるときは、季節に合った旬の食材を使っているものを選ぶとシェフは述べている。番組の制作者によれば、和菓子を中心とする一部のレシピはファンのリクエストに応じて選ばれたものである。シェフは「プロの料理人としてでなく、家庭料理として」レシピの紹介を行っているため、どんな料理をリクエストされても、自分の子供にねだられたつもりで作ると述べた。
番組では常に字幕の翻訳者を募集している。これまでに視聴者が提供した字幕にはオランダ語、インドネシア語、ノルウェー語、ポーランド語、ポルトガル語、スペイン語、ベトナム語などがある。
初期には数週間ごとに1本の制作ペースだったが、2011年末ごろに毎週新作をアップロードするようになった。撮影は東京の市街地にあるシェフの自宅の台所で行われている。1つのエピソードのために同じ料理を2回作成し、引きとアップの映像を撮影する。撮影と編集にはそれぞれ10時間ほど費やすという。収録中フランシスは足高のスツールの上に座らされているが、疲れないように撮影の合間に下して休ませる。
フランシスは2016年11月6日に14歳9か月で死亡した。2016年11月16日にアップロードされた回でファンへの報告がなされた。それ以降にもフランシスの生前に撮影されていた回が配信されたが、フランシスの代わりによく似たぬいぐるみや写真が用いられていた。生前に撮影された最後の回が配信されるにあたって、それ以降新作の配信ペースを落とすことが告知された。

## シェフと制作者
プライバシーを保ちたいという考えから、番組制作者とシェフは本名を公開していない。しかし両者とも公開の場に登場することはある。2013年にシンガポールで開催されたYouTube FanFestでは特別ゲストとして招かれ、インタビューに答えた。またシェフは同イベントのプロモーション動画にも登場した。シェフと制作者（ナレーター）はファン交流会での質問に答えて、二人の関係については秘密にしておきたいと述べているが、二人が親子ではないかと推測されることもある。
シェフが料理を始めたのは子供の時で、現在でも実家に帰省した時は両親のために料理する。好物はミキサーで作る健康的な飲み物や麺類、特に自分で打つうどんだという。2012年1月、『Cooking with Dog』の動画中で、シェフが東京市街で自転車事故に遭い重傷を負ったことが告知された。事故後すぐに最寄りの集中治療室に運ばれており、この時点では容体は安定していた。その回のコメント欄には視聴者から無事を祈るメッセージが殺到した。続く数回の配信動画の中でシェフの健康状態について報告が行われ、ネックカラーを着用して理学療法を受けていることが明かされた。シェフがリハビリを終えて撮影を再開するまでの間、シェフと親しい役者小濱晋（劇団ジーモ・コーヨ！所属）が代役を務めた。
折に触れて、シェフとフランシスがキッチンを離れてドッグランやトリミングに行く様子も動画中で紹介された。シェフは有名になった感想を尋ねられた際、有名だからうれしいということはないが、番組を楽しんでくれるファンの反応を見るとさらに多くの動画を制作したくなると答えた。公式TwitterとFacebookページではシェフが様々な食品店や屋台、レストランで出会った食べ物の写真が披露されており、食への愛情が表れている。シェフは2016年の動画で娘が近々結婚するため多忙だと明かした。翌週の放送では、それまでにも登場したことがあるアシスタント女性が娘を名乗り、ファンからの祝福コメントに感謝を述べた。

## 『Go! Francis!』
『Cooking with Dog』が人気を博したことで、2015年にCSチャンネルFOODIES TVにおいて30分番組が定期放映された。企画にはCooking with Dogが所属するマルチチャンネルネットワーク、Tastemadeが協力した。同番組では、『Cooking with Dog』本編映像の再録だけでなく、『Go! Francis!』と題するスピンオフ動画が含まれていた。フェルト人形のフランシスが日本各地を旅して日本の食文化に関する探訪を行うという内容である。それぞれの回は「弁当」「日本のパン」「ラーメン」のような一つのテーマに沿って展開されており、フランシスはテーマに関する場所（京都の弁当箱専門店Bento&coや新横浜ラーメン博物館など）を訪れ、関係者にインタビューする。フランシスの声優はセスナ・サイラス望が務める。『Go! Francis!』は『Cooking with Dog』本編と同じYouTubeチャンネルでも配信された。

## 番組への評価
公式YouTubeチャンネルの登録者は2016年5月現在110万人を超える。第1回の動画の視聴回数は130万回 に上り、新作は常に数10万回視聴される。2015年2月には食と料理に関するYouTubeチャンネルの登録者数トップ10に名を連ねた。当初は外国人の視聴者を想定して制作されていたが、現在では日本にも多数のファンがいる。視聴回数の30%は米国からのものである。またシンガポールにもファンは多い。レビュアーはこのシリーズの成功要因として、可愛い犬がナレーションを行う奇抜さに加えて、単純明快さ、「レトロ感」、リラックスした雰囲気で一つ一つの手順を丁寧に解説する手際を挙げている。
本作は多くの賞やランキングで評価を受けている。YouTube Video Awards Japan 2011ではハウツー・ブログ部門で入賞した。また2013年にはYouTubeクリエイターとしてYouTube エンタメウィークに参加した。
Eater.comは「今すぐフォローすべきYouTubeスター」の一つとして本チャンネルを紹介した。